# Osby-Visseltofta församling
Osby-Visseltofta församling är en församling i Göinge kontrakt i Lunds stift. Församlingen ligger i Osby kommun i Skåne län och ingår i Osby pastorat.

## Administrativ historik
Församlingen bildades 2006 genom sammanslagning av Visseltofta församling och Osby församling och utgjorde därefter till 2014 ett eget pastorat. Pastoratet Osby pastorat utökades 2014 med Loshults församling.

## Kyrkor
I Osby-Visseltofta församling finns två kyrkobyggnader:

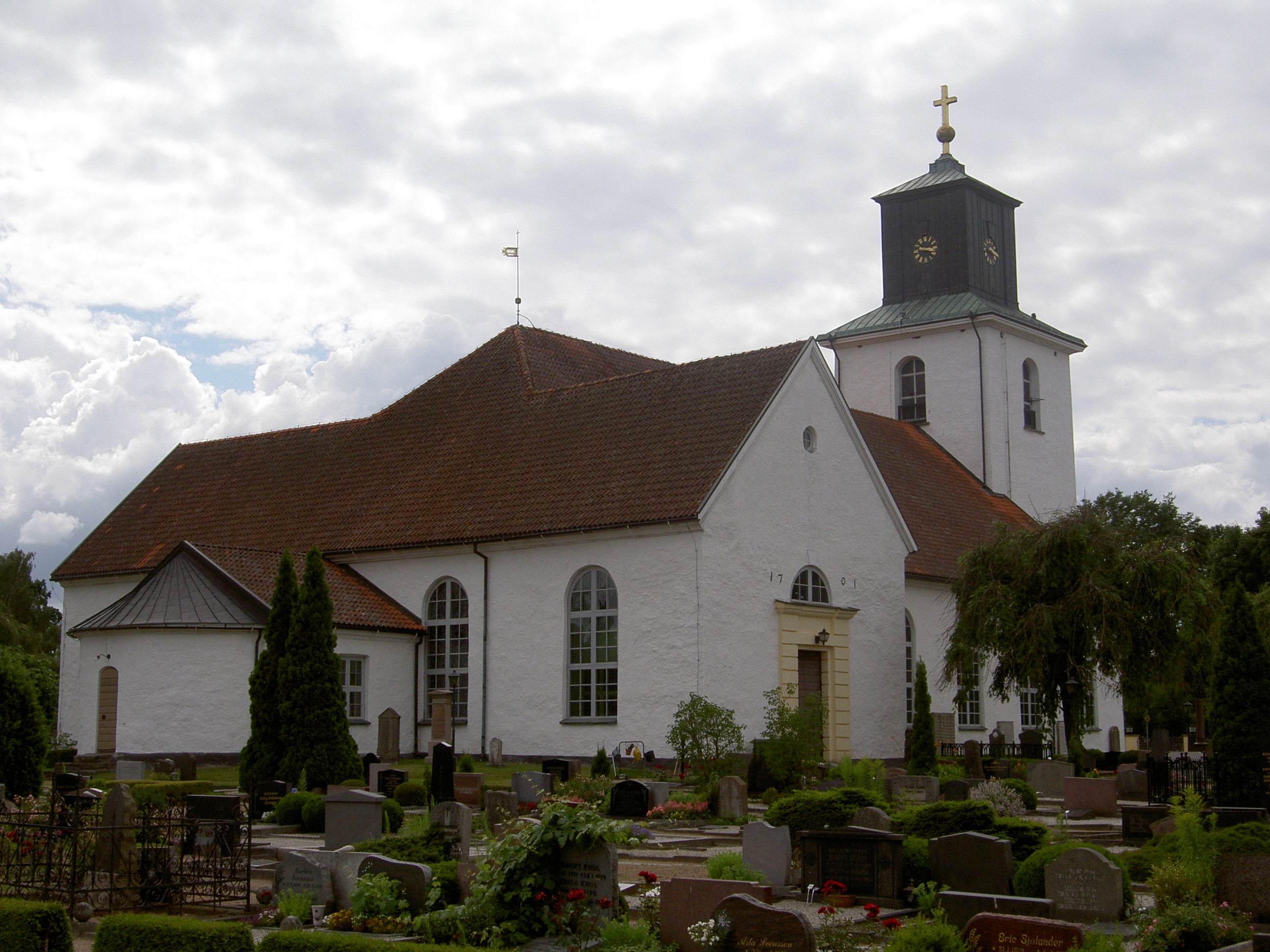
Osby kyrka
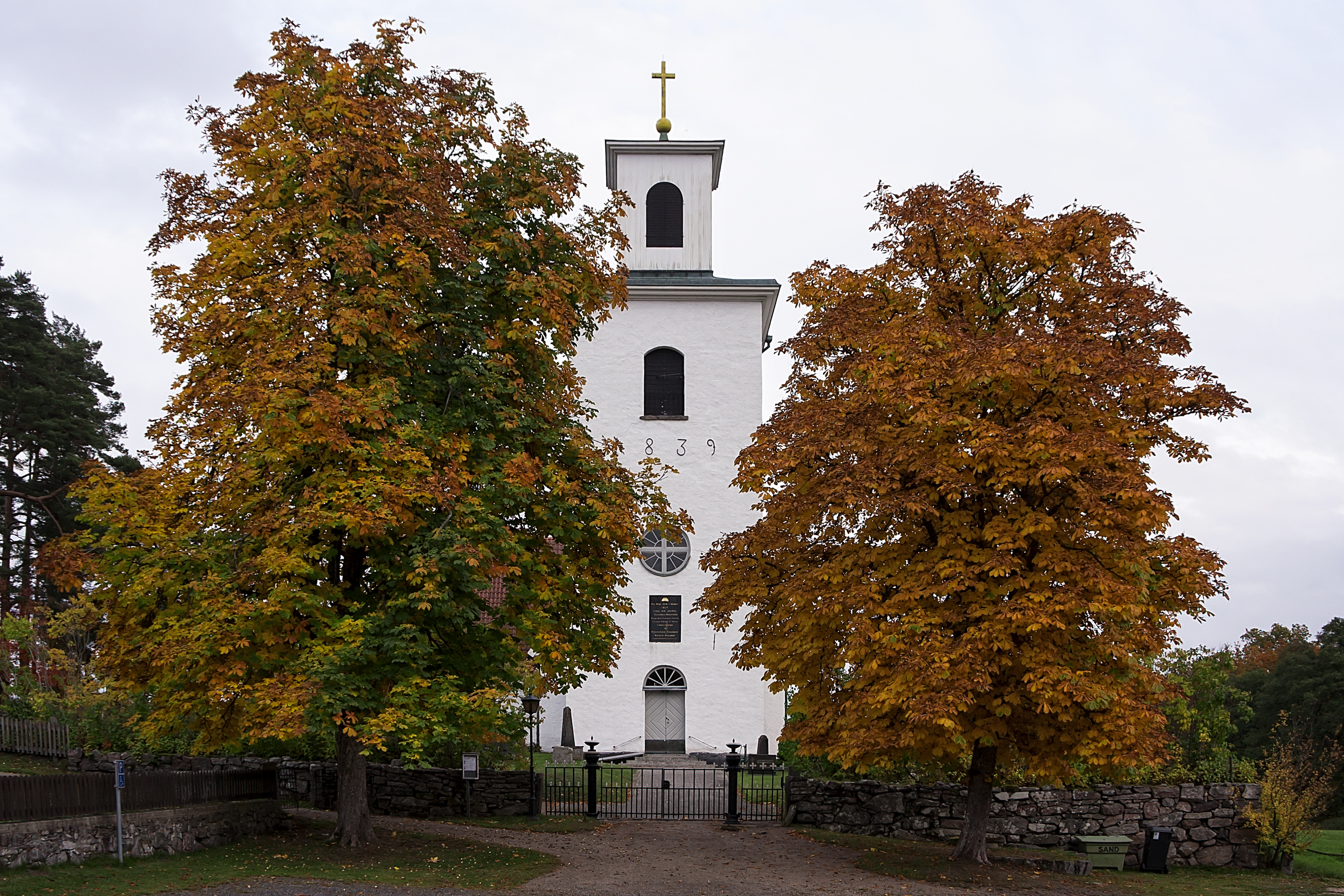
Visseltofta kyrka